# حذاء السكري

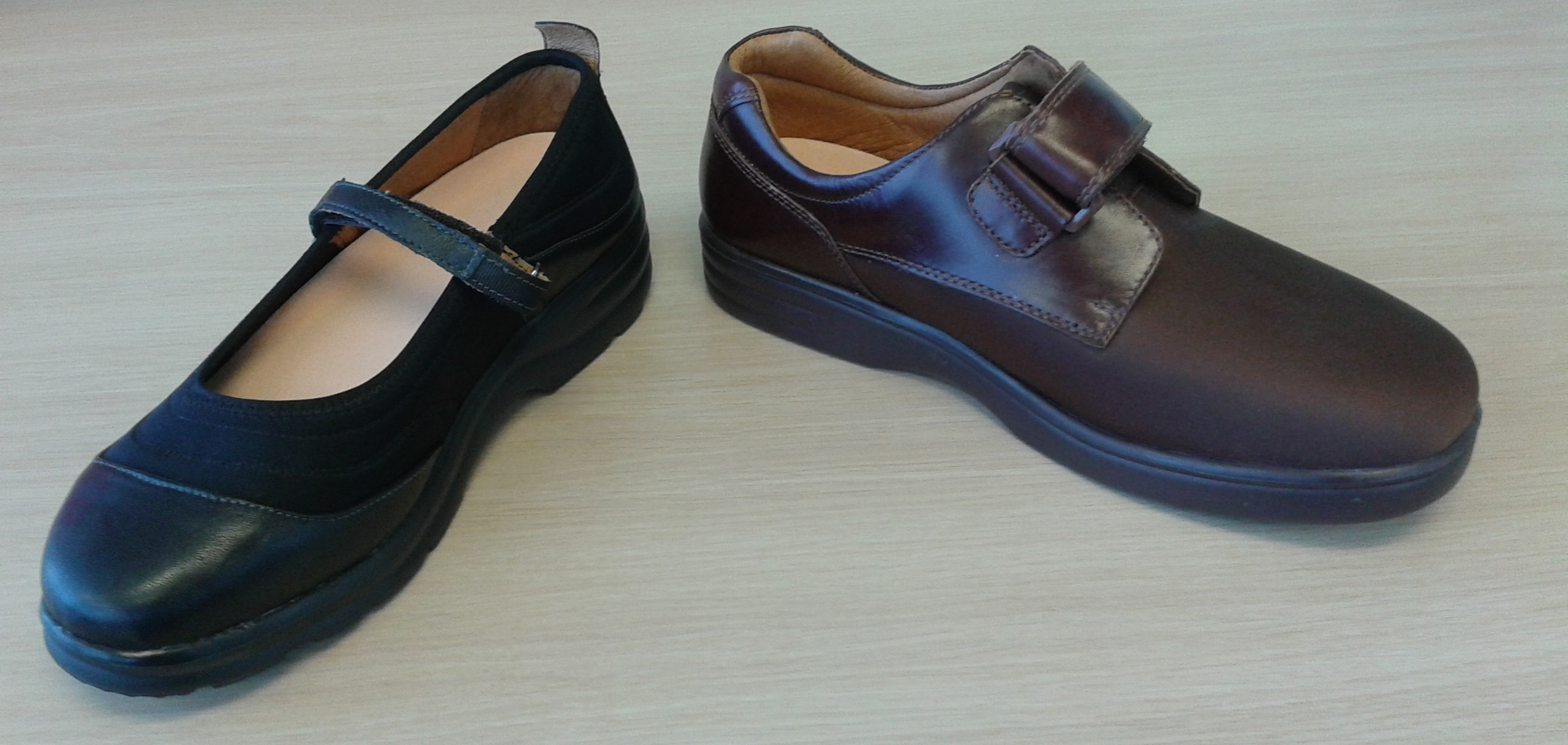
نماذج من احذية طبية لمرضى السكري

حذاء السكري هو نوع من الاحذية الطبية المصممة خصيصا لمرضى السكري لحمايتهم من مشاكل القدم السكرية، فمن المعلوم أن مرضى السكري يصابون بضعف في الاعصاب الطرفية مما يعرضهم لعدم الإحساس في حالة حدوث جروح في جلد القدم والتي بدورها تؤدي إلى نتائج خطيرة قد تنتهي بالغرغرينا.
في الولايات المتحدة يغطي التأمين الصحي لكبار السن Medicare توفير أحذية السكري.